# Зелёный Фонарь: Первый полёт
«Зелёный Фонарь: Первый полёт» (англ. Green Lantern: First Flight) — полнометражный мультипликационный фильм по комиксам «Зелёный Фонарь» компании DC Comics, выпущенный компанией Warner Bros. Animation в 2009 году. В центре сюжета Хэл Джордан (Кристофер Мелони) — лётчик-испытатель и первый человек, который стал членом Корпуса Зелёных Фонарей. Является пятым полнометражным мультфильмом из числа Оригинальных анимационных фильмов вселенной DC, премьера состоялась 28 июля 2009 года.

## Сюжет
До того, как на Земле появились какие-либо живые существа, во вселенной существовала раса, именуемая Стражи Вселенной, владевшая великой силой и заключившая её в Батарее Силы, которая стала источником питания силы Зелёных Фонарей во всей Вселенной. Но у неё была одна слабость — зелёная энергия не могла сопротивляться жёлтому цвету, причину чего Стражи скрыли, чтобы предотвратить использование этой силы в злых целях.
Лётчик-испытатель компании «Феррис Эйркрафт» Хэл Джордан (Кристофер Мелони) присоединяется к Корпусу Зелёных Фонарей, межгалактической полиции, после смерти Абин Сура, который передал Хэлу своё кольцо силы. Его тренером становится уважаемый член Корпуса, блюститель правил Синестро (Виктор Гарбер), который расследует убийство Абин Сура.
Скоро Хэл начинает понимать, что убеждения Синестро не такие идеальные, как кажется — Синестро считает, что Стражи Вселенной недостаточно хорошо относятся к идее поддержания безопасности во Вселенной. Синестро и его планы становятся главной проблемой Корпуса, намереваясь уничтожить Стражей Вселенной, но победить его не так просто — в его руках жёлтая энергия жёлтого кольца силы.

## В ролях
- Кристофер Мелони — Хэл Джордан
- Виктор Гарбер — Синестро
- Триша Хелфер — Будикка
- Майкл Мэдсен — Киловог
- Джон Ларрокетт — Томар-Ре
- Кертвуд Смит — Канжар Ро
- Ларри Дрейк — Гансет
- Уильям Шеллерт — Аппа Али Аппса
- Оливия д’Або — Кэрол Феррис
- Ричард Грин — Кач
- Джульет Ландау — Лабелла
- Дэвид Лэндер — Ч’п
- Ричард МакГонагл — Абин Сур
- Роб Полсен — оружейники Кварда
- Кэт Сьюси — Арисия Рраб
- Малачи Трон — Рэнакар
- Джим Вайс — лейтенант
- Брюс Тимм — Багбой

## Саундтрек
Саундтрек к мультфильму, состоящий из 20 композиций написал американский композитор Роберт Джей Крал.

| №   | Название                                 | Длительность |
| --- | ---------------------------------------- | ------------ |
| 1.  | «Main Title»                             | 2:06         |
| 2.  | «The Ring Chooses Hal»                   | 4:42         |
| 3.  | «Hal Meets / The Flight of The Lanterns» | 3:46         |
| 4.  | «Labella’s Club»                         | 3:28         |
| 5.  | «Going After Cuch»                       | 3:04         |
| 6.  | «The Way I Heard It»                     | 2:19         |
| 7.  | «Bugs in the Baggage»                    | 4:14         |
| 8.  | «Teleport Pursuit»                       | 2:28         |
| 9.  | «Brutal Attack / Fate of Kanjar Ro»      | 3:50         |
| 10. | «Relinquishing the Ring»                 | 1:16         |
| 11. | «Back From / Boodikka Turns»             | 5:49         |
| 12. | «Weaponers / Sinestro Transforms»        | 4:28         |
| 13. | «The New Power Arrives»                  | 2:35         |
| 14. | «The Corps Fights Sinestro»              | 2:48         |
| 15. | «The Corps Fall»                         | 1:34         |
| 16. | «Revival of the Green Lantern»           | 2:25         |
| 17. | «Asteroid Battle»                        | 2:47         |
| 18. | «Ring Against Ring»                      | 3:00         |
| 19. | «The Green Lantern Pledge»               | 1:03         |
| 20. | «End Credits»                            | 3:00         |

## Отзывы
Как и предыдущие анимационные фильмы DC Comics, «Зелёный Фонарь: Первый полёт» получил в основном положительные отзывы. На сайте IMDb стоит оценка 7,1 из 10, основанная на чуть более, чем 7 тысяч голосов. Сайт ComingSoon.net поставил 7,5 баллов из 10, ссылаясь на отличный сюжет и озвучку. IGN положительно оценили анимацию и сюжет, но посчитали, что фильм замалчивает слишком многое о предыстории Хэла Джордана и дали фильму 7 из 10 баллов. Сайт Filmcritic.com поставил фильму 4 звезды из 5.